# Galopprennbahn Düsseldorf-Grafenberg

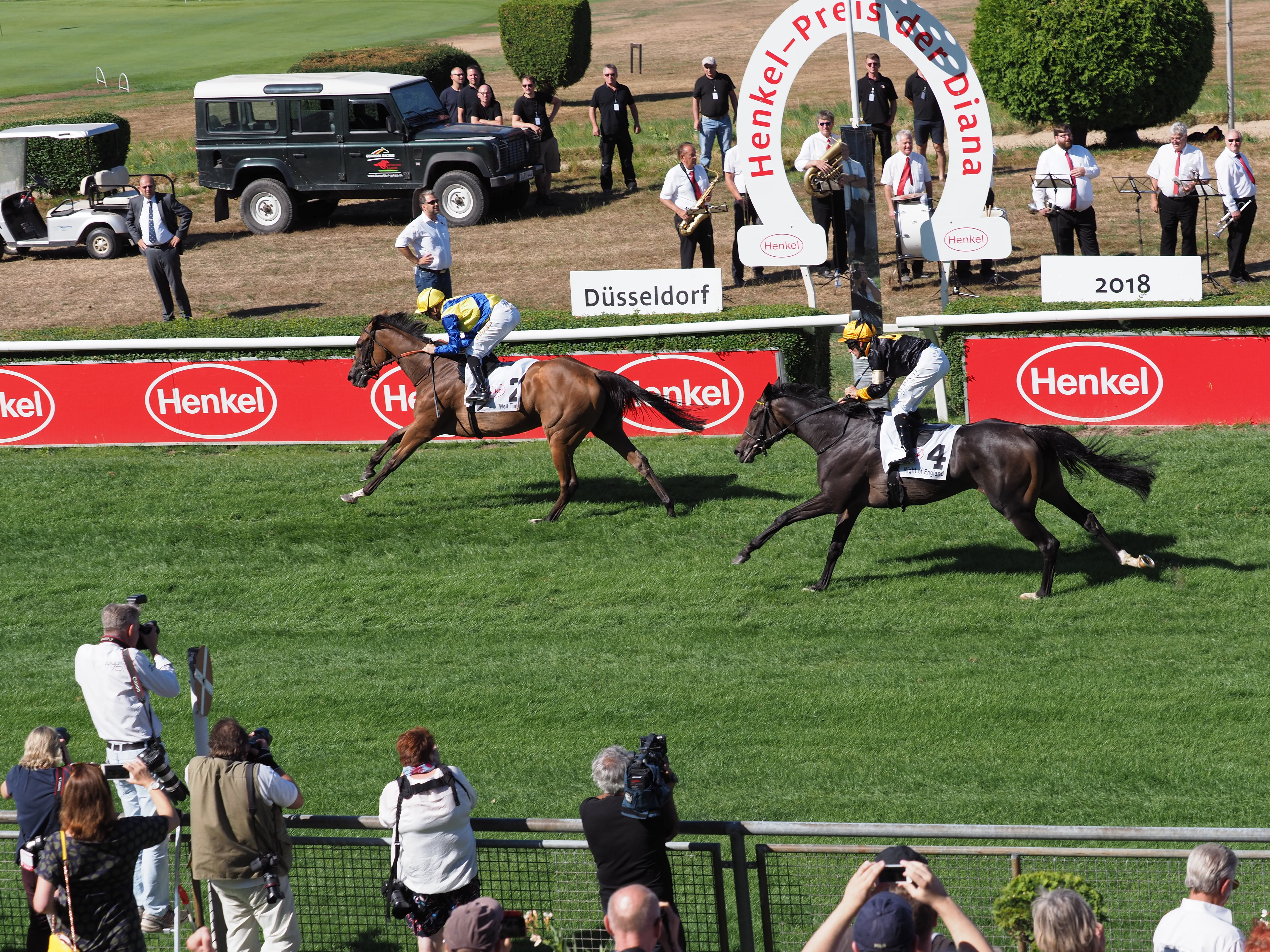
Preis der Diana 2018: Well Timed siegt vor Night of England

Die Galopprennbahn Düsseldorf-Grafenberg wurde ab 1909 erbaut. Die seit 1836, anfangs im Zusammenhang mit dem Niederrheinischen Musikfest veranstalteten Galopprennen fanden zunächst auf dem Exerzierplatz in der Golzheimer Heide statt. Adelige Züchter hatten den „Verein für Pferderennen zur Aufmunterung der Pferdezucht in den Provinzen der Westfalen und der Rheinlande“ gegründet. Anfangs war der Verein fest in der Hand der 14. Kavallerie-Brigade der Ulanen und Husaren und nannte sich „Reiterverein zu Düsseldorf“. Ab 1851 öffnete sich der Verein auch für Zivilisten. In der Folgezeit fanden die Rennen mal in der Golzheimer Heide, mal im Bilker Busch, mal in der Benrather Heide statt. 1883 wurde der Vereinsname in „Düsseldorfer Reiter- und Rennverein“ geändert und zog 1884 auf die Lausward Wiesen, wo eine feste Rennbahn eröffnet wurde. Erst 1909 wurde der heutige Standort am Grafenberger Wald südwestlich von Haus Roland schrittweise entwickelt. Die Pferderennbahn befindet sich im Stadtteil Ludenberg und liegt im Wald. Dazu gibt es einen Golfclub, von dem sich Teile des Platzes innerhalb des Areals der Galopprennbahn befinden. Es gibt den Rennbahnbiergarten und die Reitstallgastronomie. Das Gebiet verfügt über zahlreiche Reitwege und mehrere Reitställe. Sie wird von Düsseldorf Galopp betrieben, dem 1844 gegründeten Düsseldorfer Reiter- und Rennverein e. V. Das Waagengebäude, die Alte Waage , wurde 1913 erbaut und steht unter Denkmalschutz. Dort werden die Jockey gewogen. Außerdem gibt es Räumlichkeiten für Rennleitung, Presse und Sanitäter. Dazu gibt es einen Golfclub, von dem sich Teile des Platzes innerhalb des Areals der Galopprennbahn befinden. Es gibt den Rennbahnbiergarten und die Reitstallgastronomie. Das Gebiet verfügt über zahlreiche Reitwege und mehrere Reitställe. Es gibt seit 2013 ein Teehaus, das für Veranstaltungen genutzt wird. Die Haupttribüne wurde 1989 erbaut.
Ungewöhnlich sind die Höhenunterschiede, die je nach Rennstrecke bis zu 15 Meter betragen. Eine Schlüsselstelle ist die Erhebung vor dem Einbiegen in den Bogen zur Zielgeraden. Auf der Zielgeraden ist ein weiterer Anstieg zu bewältigen. 
2019 wurden auf der Düsseldorfer Pferderennbahn zehn Renntage abgehalten. In Düsseldorf werden fünf Gruppenrennen ausgetragen, darunter zwei klassische Stutenrennen. Das 1000 Guineas findet im Juni statt. Der Preis der Diana wird im August ausgetragen und ist ein Bestandteil der Rennserie German Racing Champions League. 

## Rennen
Auf der Galopprennbahn Düsseldorf-Grafenberg werden die folgenden fünf Gruppenrennen ausgetragen:
| Monat     | Name                                          | Rennbahn   | Dist. (m) | Alter/Geschlecht   | Gruppe     |
| --------- | --------------------------------------------- | ---------- | --------- | ------------------ | ---------- |
| August    | Henkel Preis der Diana                        | Düsseldorf | 2,200     | 3-jährige Stuten   | Gruppe I   |
| Juni      | 1000 Guineas                                  | Düsseldorf | 1,600     | 3-jährige Stuten   | Gruppe II  |
| April     | Frühjahrs-Meile                               | Düsseldorf | 1,600     | 4-jährig und älter | Gruppe III |
| September | Grosse Europa-Meile                           | Düsseldorf | 1,600     | 3-jährig und älter | Gruppe III |
| Oktober   | Grosser Preis der Landeshauptstadt Düsseldorf | Düsseldorf | 1,700     | 3-jährig und älter | Gruppe III |

## Bilder

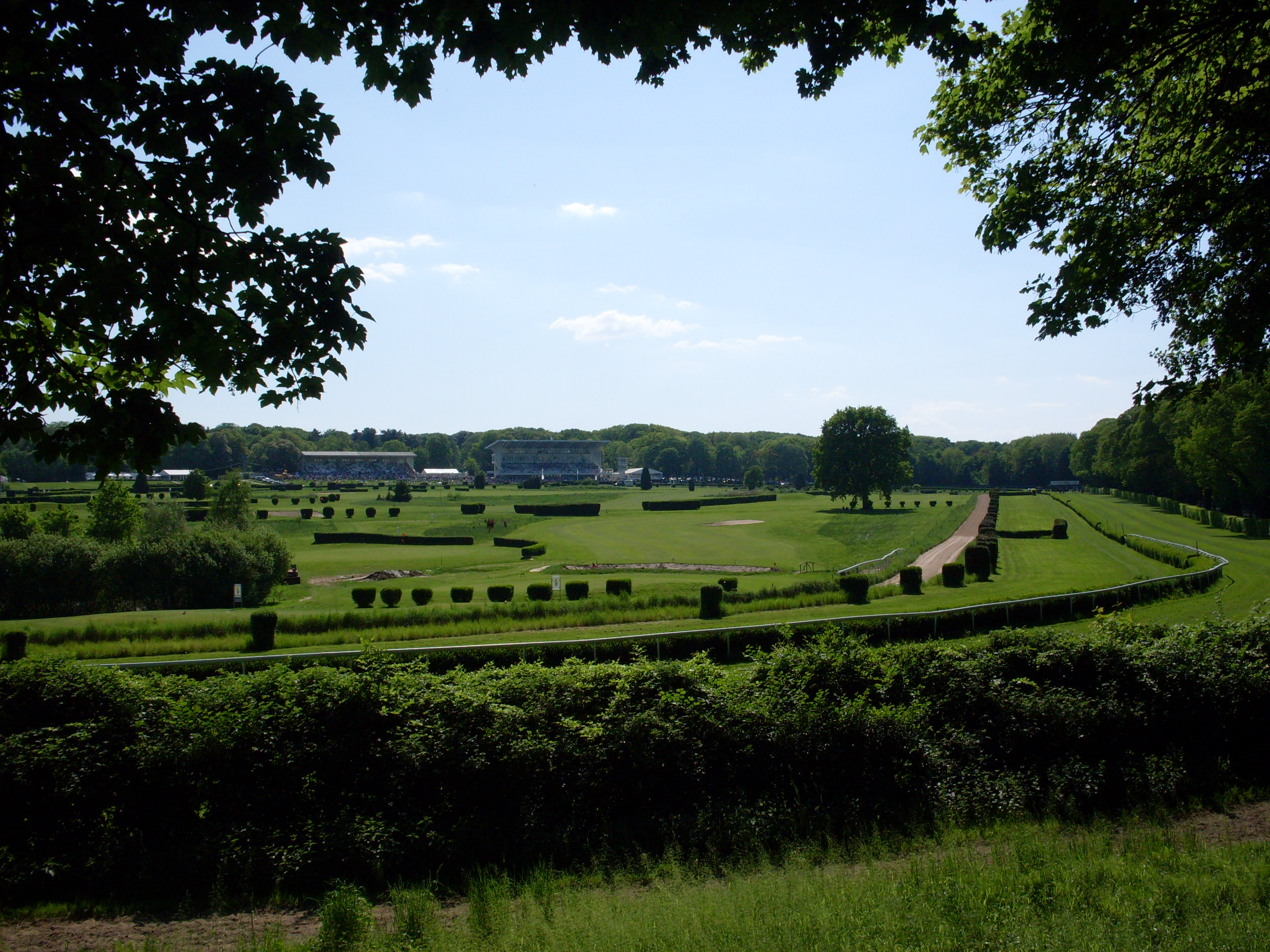
Pferderennbahn mit Golfplatz im Innenbereich
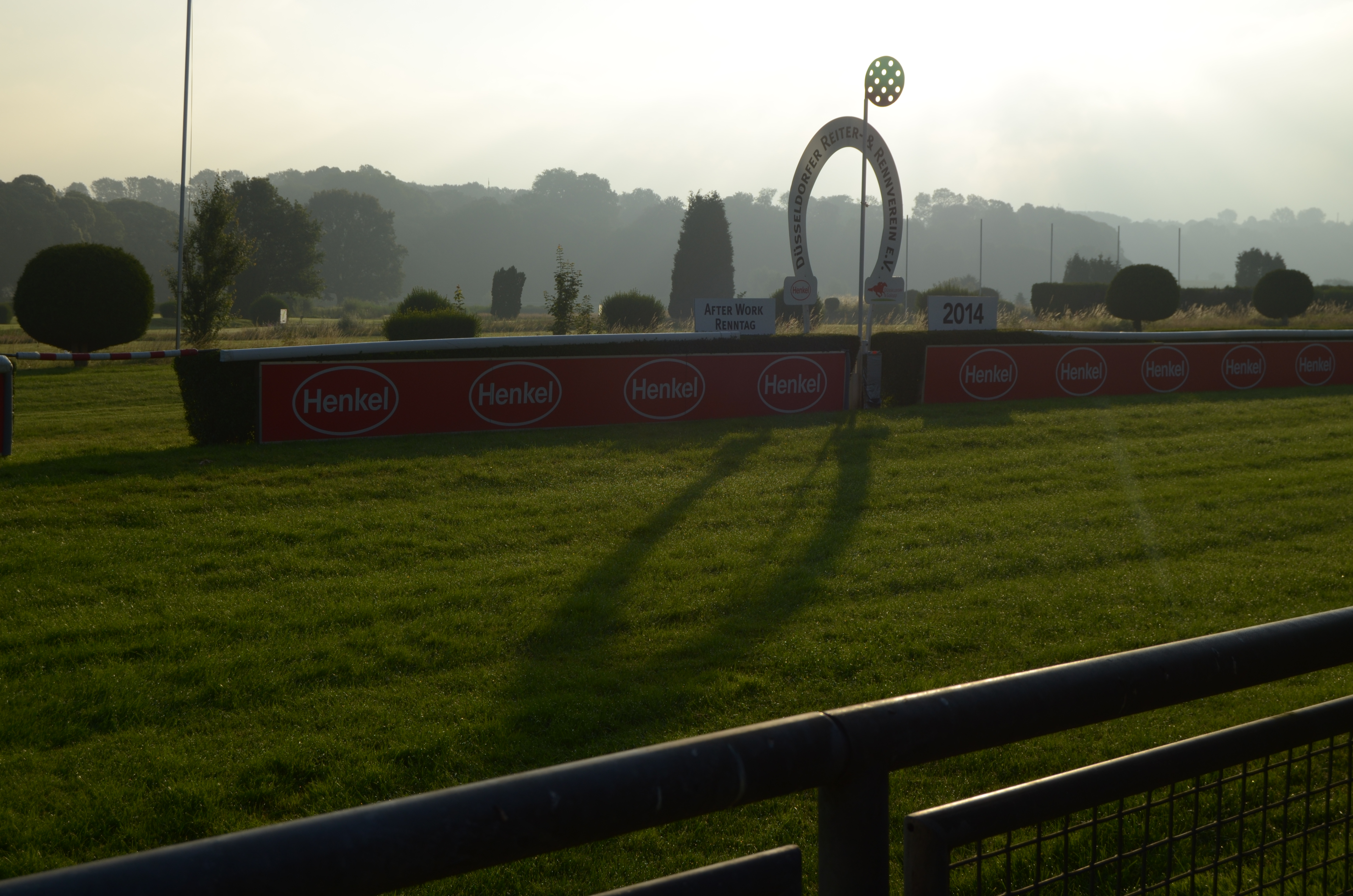
Galopprenbahn Einlauf Zielgerade
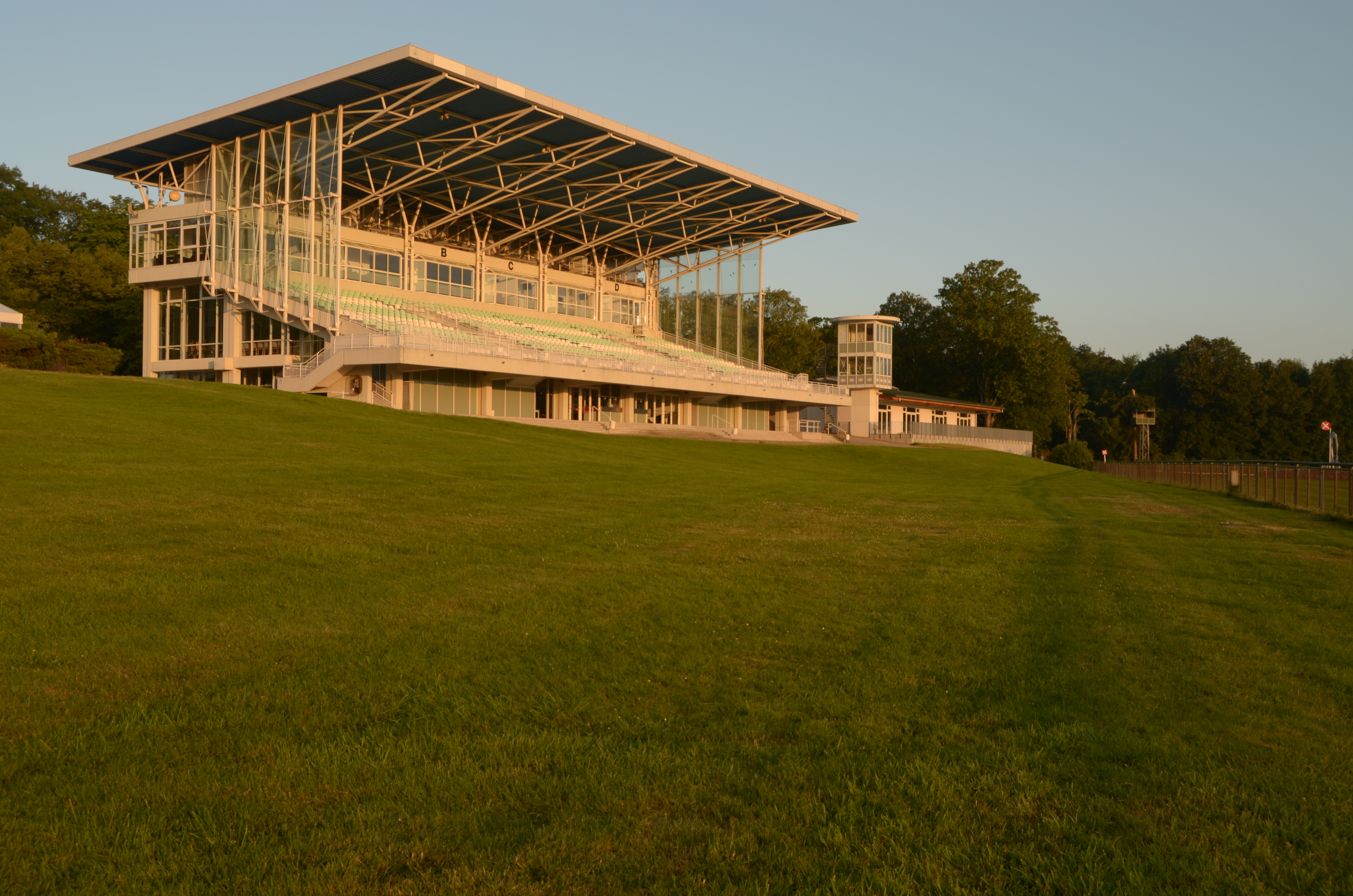
Neue Tribüne der Galopprennbahn Düsseldorf
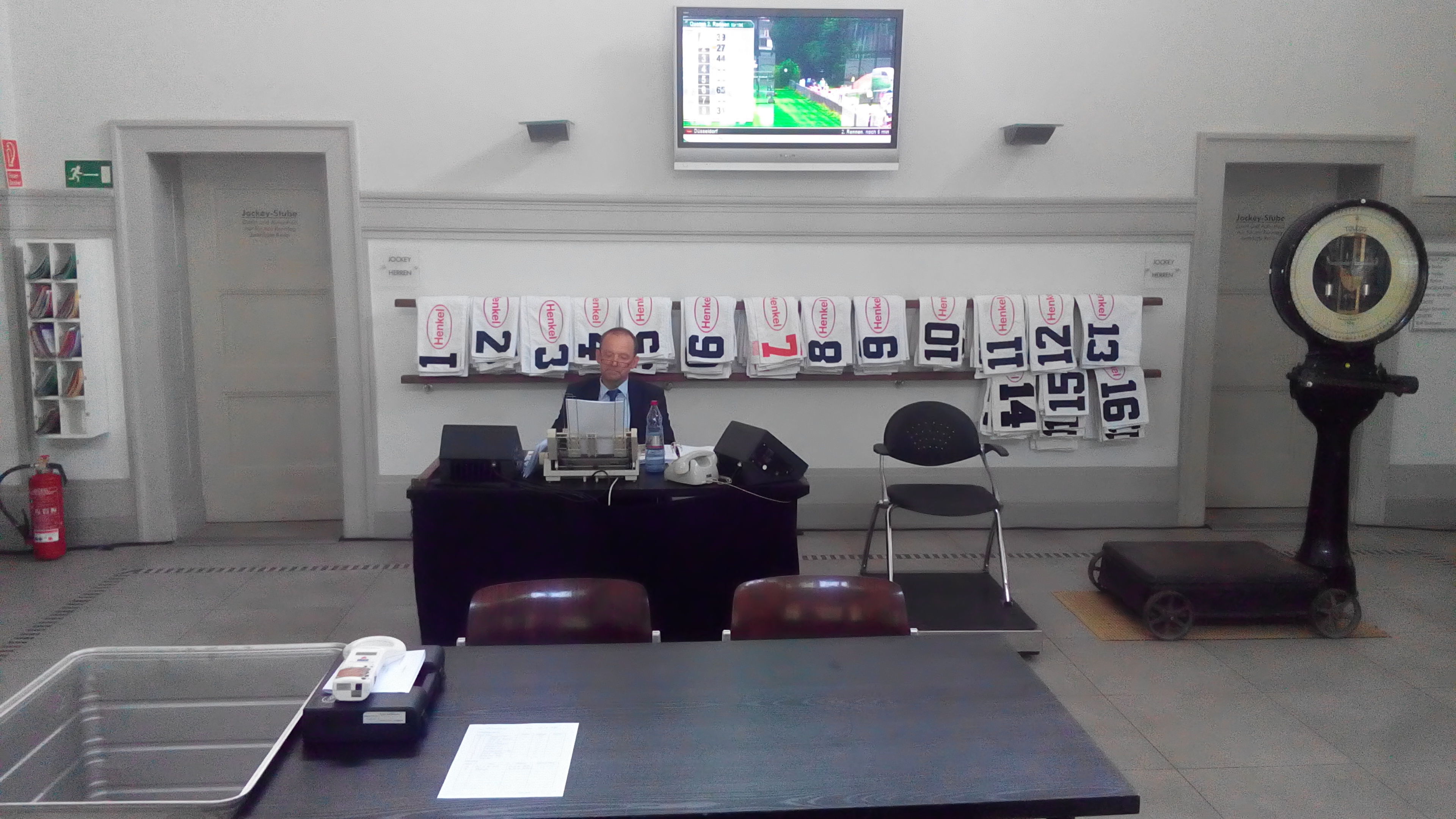
Waage-Raum der Galopprennbahn Düsseldorf